# Aetowie
Aetowie (Aeta) – rdzenna ludność Filipin, zamieszkująca północne i środkowe wyspy archipelagu (ok. 50 tys.). Ich wierzenia są słabo poznane, mają charakter animistyczny. Prowadzą wędrowny tryb życia. Podstawą utrzymania jest zbieractwo, myślistwo i rybactwo. Od XIX w. także uprawa ryżu na poletkach uzyskanych techniką żarową. Brak organizacji rodowej. Wspólnota lokalna tworzy luźne zespoły koczownicze.